# Дикгоф Любов Юхимівна
Любов Юхимівна Дикгоф (Емма Сторе; (29 грудня 1896 , Париж  — 8 травня 1969 , Жданов, СРСР )) — учасниця громадянської війни в Росії, дружина есера Олександра Дикгофа-Деренталя секретарка та коханка Бориса Савінкова. Учасниця савінківських організацій «Народний союз захисту батьківщини та свободи», «Російський політичний комітет». Персонажка документального роману Василя Ардаматського «Відплата» (1967) та художніх фільмів «Крах» (1968) та «Синдикат-2» (1983).

## Життєпис
Емма народилася в Парижі 1896 року в родині лікарів Сторе. Навчалася в одному з паризьких ліцеїв, потім вступила на літературний факультет Сорбонни та стала викладачкою. Мати Міна Іванівна була уродженкою Одеси. Батько рано помер, і дівчинку виховував вітчим Юхим Карлович Броуд. У минулому він також був одеситом, а в Парижі почав працювати кореспондентом московської газети «Русское слово», програвши в Монте-Карло казенні гроші будучи приватним приставом. Завдяки вітчиму Емма отримала ще одне ім'я та по батькові — Любов Юхимівна. З юних років Емма відрізнялася прекрасними зовнішніми даними, біографи також згадують про навчання Емми в хореографічному училищі, заняття балетом та її виступи на естраді, а також про кінопроби.
У 1912 році вона познайомилася з російським емігрантом Олександром Дикгофом, кореспондентом московської газети «Російські відомості», який писав під псевдонімом А. Деренталь. Незабаром одружилася з ним. Олександр Дикгоф-Деренталь був есером, імовірно він брав участь (за версією історика Володимира Бурцева) у вбивстві Георгія Гапона в 1906 році.
Співробітництво Олександра Дикгофа-Деренталя із есерами було епізодичним. Під час Першої світової війни Олександр Дикгоф, за прикладом Бориса Савінкова, вступив добровольцем до лав французької армії. У ці роки він найближче зійшовся із Савінковим. Незабаром після зречення Миколи ІІ Олександр Дікгоф вирішив їхати з дружиною до революційного Петрограда.

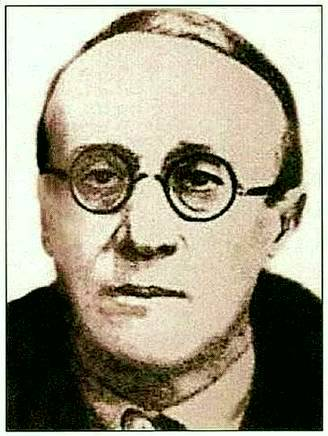
Олександр Дикгоф (псевдонім Деренталь) — чоловік Любові Юхимівни

У Петрограді Любов Юхимівна близько познайомилася з Борисом Савінковим, хоча завдяки чоловікові бачила його раніше у Парижі. Дикгофи оселилися в готелі «Асторія», куди Савінков надіслав свого ад'ютанта Флегонта Клєпікова з персональним запрошенням Любові Дікгоф зустрітися з ним у ресторані «Нева». Найменші подробиці цієї зустрічі Любов Юхимівна зберегла у своїй пам'яті до останніх днів. Борис Вікторович пізніше вигукував: «Нас звела того вечора сама революція». Поміж ними зав'язався роман. Любов Дикгоф стала секретаркою, а трохи пізніше, у 1919 році, громадянською дружиною Бориса Вікторовича, на той час вже двічі одруженого (Перша дружина Віра Глібівна Успенська, дочка письменника Гліба Успенського; друга дружина Євгенія Іванівна Зільберберг).
Зв'язок Любові Дикгоф та Бориса Савінкова не відштовхнув Олександра Дікгофа ні від дружини, ні від політика-терориста, фактично вони жили однією сім'єю утрьох. Приблизно в такому ж союзі жив інший найближчий сподвижник Бориса Савінкова Дмитро Філософов — із Зінаїдою Гіппіус та Дмитром Мережковським.
Протягом шести років доля Любові Дикгоф була міцно пов'язана із політичною діяльністю Савінкова. У 1918 році для боротьби з більшовиками Савінков, який на той час порвав з есерами, створив військову організацію «Союз захисту Батьківщини та Свободи». Після низки провалів савінківських організацій Савінков та родина Дикгофів залишили Росію. В результаті довгих поневірянь через Сибір, Далекий Схід, Китай, Індокитай та Індійський океан вони опинилися в Польщі. Це було 1920 року під час радянсько-польської війни, коли Савінков створив «Російський політичний комітет». Однак у 1921 році він та Дикгофи були видворені з країни. Настали нові поневіряння по Європі, зупинка у Франції. Весь цей час Олександр Дикгоф грав роль своєрідного «міністра закордонних справ» при савінківській організації.

### Пастка для Савінкова
Зрештою, Савінков порвав з білим рухом, але бурхливий політичний темперамент не дозволяв йому довгий час не діяти, його мучила ностальгія по Росії, він мріяв про поїздку на батьківщину. Тому, коли ГПУ розробило план операції «Синдикат-2» із залучення Савінкова до Радянського Союзу, йому легше було погодитися на небезпечну для нього подорож, дізнавшись, що його знову зголосилися супроводжувати Олександр та Любов Дикгофи. Особливо Савінков довіряв думці Любові. Як пише дослідник Генріх Іоффе, якщо Савінков і відмовляв їх від смертельно небезпечної подорожі, то, мабуть, не дуже наполегливо. «Головну роль тут, швидше за все, зіграла Любов Юхимівна — останнє кохання Савінкова».
Савінков довго вагався перед поїздкою до СРСР, але коли наважився, від'їзд стався у повній таємниці від усіх. Можливо, ця обставина пізніше дозволила затверджувати деяким емігрантам, коли Савінков був затриманий в СРСР і постав перед судом, що саме Дикгофи, і насамперед Любов Юхимівна, стали головними агентами ГПУ. Савінков із в'язниці протестував проти очорнення репутації Любові Дикгоф.

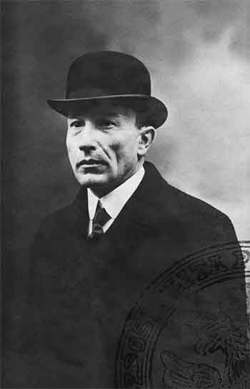
Фото Бориса Савінкова від 5 липня 1920 року з посвідченням Міністерства військових справ Речі Посполитої

Так чи інакше, 15 серпня 1924 року Савінков та подружжя Дикгофів перетнули польський кордон через підготовлене співробітниками ГПУ «вікно». 16 серпня у Мінську всі троє були заарештовані та відправлені до Москви. Разом із ними було затримано ще одного співробітника Савінкова — Івана Фомічева. Затримання відбувалося на квартирі білоруського чекіста Йосипа Опанського. Його дружина Валентина Опанська, співробітниця секретного відділу, яка проводила особистий огляд Любові Юхимівни, вигукнула, побачивши спідню білизну заарештованої: «Як ви могли одягнути це, йдучи в СРСР? Вас тут будь-яка жінка вирахує!» Любов Юхимівна відповіла: «Я обрала найгірше, що в мене було!».
18 серпня група Савінкова помістили у внутрішню в'язницю ОДПУ на Луб'янці. 27—29 серпня відбувся суд над Савінковим, який виніс йому найвищу міру покарання, відразу замінену десятирічним терміном позбавлення волі. Любов Юхимівна, якій було дозволено вести у в'язниці свій щоденник, писала в ньому в день вироку 29 серпня 1924 року: «Я — єдина близька Борису Вікторовичу людина, яка знає, що чекає на нього сьогодні. Всі інші дізнаються „після“». Але наступний запис Любові Юхимівни говорить про те, що Савінков здогадувався про рішення суду: Борис Вікторович входить у камеру. З ним наглядач. «Ви не спите? Вже третя година ночі… Яка Ви бліда! Звісно, розстріл. Але суд клопочеться про пом'якшення покарання». Наглядач приносить чаю. «Суд радився 4 години. Я був упевнений, що мене розстріляють сьогодні вночі».
Савінкова утримували у винятково комфортних умовах: йому було дозволено жити в одній камері з Любов'ю Дикгоф, писати та публікуватися, влаштовувати прес-конференції для іноземної преси, отримувати емігрантські газети, відвідувати під охороною московські театри та ресторани. Все це було зроблено з метою підготувати процес над Савінковим у Радянському Союзі з максимальною пропагандистською вигодою: у результаті Савінков змушений був визнати свою провину та зректися політичної боротьби з більшовизмом, до цього він закликав і своїх політичних прихильників за кордоном.
У листі Дмитру Філософову у вересні 1924 року Савінков писав: «Моє „визнання“ Вас, звичайно, вразило. Воно, мабуть, вплинуло на Вашу долю <…> Чи було б краще, якби я на суді говорив неправду, тобто захищав ту справу, в яку вірив уже лише штучно, який підігрівається цілком фантастичними оповіданнями „приїжджих“? <…> Ніхто ні мене, ні О. О., ні Л. Ю. <Дикгоф-Деренталей> не „катував“, не „мучив“ і навіть не переконував, і смерті я не злякався. Але одна справа вмирати з твердою вірою в душі, а інша справа давно усвідомлювати, що помилився і все-таки наполягати на своєму <…> І ще ось що: я отримав обіцянку, що всі можуть повернутися <…> якби повернулися Ви…»
Але до тривалої пропагандистської ролі Савінков готовий не був, він з нетерпінням чекав на обіцяне йому звільнення. Першою звільнили Любов Дикгоф. За одними даними, до суду вона не залучалася взагалі, як і Олександр Деренталь, але фігурувала лише як свідок. Про це, зокрема, пише Василь Ардаматський у своєму романі «Відплата». За іншими даними, їй було винесено покарання у вигляді двох років ув'язнення, але після восьмимісячного відбування терміну вона була амністована.
Так чи інакше, 9 квітня 1925 року, Любов Юхимівна була випущена на волю. Їй і Савінкову, як і раніше, дозволено зустрічатися в його камері. Але поступово Борисом Вікторовичем почала опановувати депресія, у день визволення Любові Дикгоф він записав у своєму щоденнику: «Я залишився один. У спорожнілій камері стало зовсім сумно». У перші дні після звільнення Любов Юхимівна також відчуває розгубленість. 11 квітня 1925 року у щоденнику Б. В. Савінкова виник запис: «Була Л. Ю. Вона вражена своїм визволенням, чужими людьми, неприткненістю, самостійністю, тим, що біля дверей не варто вартовий».
Свого звільнення він так і не дочекався: 7 травня 1925 року він загинув за нез'ясованих обставин. За офіційною версією, він наклав на себе руки, викинувшись з тюремного вікна. Неофіційні версії не виключали, що його випадання з вікна могло бути організоване чекістами. Ще нічого не підозрюючу Л. Ю. Дикгоф викликали до Фелікса Дзержинського, і той розповів їй про смерть Савінкова Письменнику Василю Ардаматському вона згадувала пізніше: «Я схопилася за голову, закричала: „Вбивці ви! І вискочила з кабінету. Потім заспокоїлася, знову пішла до Дзержинського і він розповів мені, як загинув мій чоловік. Мене увели навіть до складу комісії з розслідування обставин його загибелі. І певною мірою я їм допомогла“. Віталій Шенталінський пише, що спонтанні емоції Любові Юхимівни виплеснулися рідною французькою мовою.
Вона розповіла слідству історію, що сталася з Савінковим чи то в Парижі, чи то у Варшаві:

Якось, повернувшись із поїздки, ми зупинилися в готелі, в номері на четвертому поверсі. Номер складався з кількох кімнат. Я розбирала валізи, розвішувала сукні, а Борис був у іншій кімнаті. Через якийсь час я його покликала. Він не відгукується. Я зайшла до другої кімнати — двері на балкон відчинені. Входжу і бачу: схопився мій Боря обома руками за поручні і сидить. Я питаю: „Боро, що з тобою?“. А він: „Еммо, я страшенно боюся висоти“. Це людина, яка могла і у вогонь, і у воду, а ось висоти боялася». — Андрей Василенко, «Парижанка Эмма Сторэ в Мариуполе»
Але версія випадання Савінкова з вікна з необережності так і не набула широкого поширення. За відомостями Любові Юхимівни, які не увійшли до роману Ардаматського, Савінков при падінні з вікна схопився за кватирку, але вона не втримала його, і він падав разом із кватиркою. Також, за її словами, ув'язнені третього поверху в'язниці чули крик падаючого Савінкова з проханням про порятунок. Востаннє Любов Юхимівна бачила Савінкова живого уранці в день його смерті, і розмова з ним про її сукні та капелюшки не віщувала його близького кінця.

### Тюремний щоденник
Перебуваючи у в'язниці на Луб'янці, Любов Юхимівна почала вести щоденник. Це був щоденник у сенсі слова: він розпочато і закінчено 29 серпня 1924 року, водночас містив докладний опис подій попередніх двох тижнів, починаючи з 15 серпня. Початок щоденника був спогадом про приїзд до Польщі та про нелегальний перехід польсько-радянського кордону савінківської групи. Віталій Шенталінський вважає, що щоденник є великою цінністю, оскільки є джерелом для історії еволюції поглядів пізнього Савінкова. Оригінал щоденника написаний автором по-французьки.
«Ці дні знялися в моїй пам'яті з точністю фотографічної платівки. Я хочу їх передати на папері, хоча цілі у мене немає жодної»,— писала Любов Юхимівна на початку щоденника. Через місяць щоденник відредагував і переписав начисто Б. В. Савінков, написавши передмову для іноземного читача:

Цей щоденник — не літературний твір. Це проста і правдива розповідь одного з членів нашої організації, заарештованого разом зі мною та Олександром Дикгоф-Деренталем. Пані Дикгоф-Деренталь через обставини була очевидицею всього, що сталося у Мінську та Москві в серпні цього року. Події, про які вона каже, руйнують багато легенд. Я хотів би, щоб іноземний читач, читаючи ці сторінки, віддав би собі хоч певною мірою звіт у тому, що насправді відбувалося в Росії, — у тій Росії, яка після тих, що розорили її війни і Революції, відновлюється помалу з руїн. Я хотів би також, щоб іноземний читач навчився хоч трохи любити великий народ, який після всіх випробувань знаходить у собі сили виковувати новий державний устрій, в основу якого він кладе рівність і справедливість. Борис Савінков— Виталий Шенталинский, «Свой среди своих. Савинков на Лубянке», «Новый мир», 1996, №№ 7, 8
За столом залишаємося утрьох: Борис Вікторович, Новицький та я. «Вестовий» приносить яєчню. Раптом різко відчиняються подвійні двері з передньої:

- Ні з місця! Ви заарештовані!
Входять [вісім чи дев'ять] кілька людей. Вони направляють револьвери та карабіни на нас. Попереду військовий, схожий на корсиканського бандита: чорна борода, блискучі чорні очі та два величезні маузери в руках. Тут же у кімнаті «вістовий». Це він зрадив нас, миготить у мене в голові, але тієї ж миті я в натовпі впізнаю... Івана Петровича! Новицький сидить із незворушним обличчям. З боку кухні з'являються [озброєні] люди. Обидві групи такі нерухомі, що здається, що вони воскові. Перші слова промовляє Борис Вікторович:

- Чисто зроблено! Дозвольте продовжувати сніданок?
Червоноармійці з червоними зірками на рукавах вишиковуються вздовж стін. Декілька людей сідають за стіл. Один, невеликого зросту, з русою бородою, в шоломі, розташовується на дивані поруч із Олександром Аркадійовичем. Він регоче. Він регоче так сильно, що здригається все його тіло і коліна піднімаються вгору.
- Так, чисто зроблено... Чисто зроблено, - повторює він. — Не дивно: працювали над цим півтора роки!
- Як шкода, що я не встиг поголитися... - каже Борис Вікторович.
- Нічого. Ви поголитесь в Москві, Борисе Вікторовичу... — помічає людина в чорній сорочці, з голеним і круглим спокійним обличчям. У нього впевнений голос та м'які жести.
З цих слів стає ясно, що мета спільної праці була частково пропагандистською.
Любов Юхимівна записала в найдрібніших подробицях про те, як Савінков і його група попрямували до кордону, про хворобу Олександра Дикгофа-Деренталя, про рішучість Савінкова при зустрічі з польськими прикордонниками, які не бажали їх пропускати, про людей, які зустріли їх на радянській території. у Мінську, про реакцію Савінкова та про подальшу поїздку до Москви на автомобілі. Щоденник написаний живою мовою, його сторінки сповнені побутових подробиць і передають обстановку, що супроводжувала прибуття Савінкова в Радянську Росію:

Нас обшукують… [Борис Вікторович виходить із кімнати із зав'язаною головою. Це зроблено для того, щоб його не впізнали на вулиці. 
 — Але це найкращий засіб для того, щоб звернути на нього увагу,— каже Олександр Аркадійович. Як-не-як, Борис Вікторович — у ролі сучасної «Залізної Маски» — сідає в один з автомобілів, що чекають на нас внизу…]— Виталий Шенталинский, «Свой среди своих. Савинков на Лубянке», «Новый мир», 1996, №№ 7, 8
У квадратних дужках текст, закреслений Л. Ю. Дикгоф. Вона писала свій текст, усвідомлюючи, що він проглядатиметься чекістами. Коли вона вийшла на волю, щоденник їй не було повернено, а залишився у матеріалах слідчої справи. Зі щоденника можна дізнатися, що Борис Савінков був поміщений в камеру № 60, а Любов Юхимівна в камеру № 55.
Настав одноманітний тюремний побут: електричне освітлення всю ніч, що заважає заснути, миші; вранці мітла для прибирання камери, вбиральня, сніданок, обід, вечеря. Їй давали цигарки, як виняток молоко, білий хліб і газету " Правда ". Пізніше повернули частину особистих речей і дали можливість читати літературу. Ночами допити. На допитах вона зізналася, що була членом Союзу захисту Батьківщини та Свободи, Російського політичного Комітету, бюро антикомуністичної пропаганди «Уніон», але прізвища контрреволюціонерів називати відмовилася. Вона розповіла, що її з Деренталь квартира за адресою Гагарінський провулок, № 23, служила в 1918 році московським штабом «Союзу захисту Батьківщини та Свободи». Ще до закінчення суду і до оголошення вироку їй було дозволено зустрічатися з Савінковим, але всі їхні побачення, як будь-яке життя ув'язнених, не відбувалися наодинці, а доглядалися через око.
Значна частина її записів становлять розмови з Савінковим. Вони передають ідейну еволюцію політика. Але її думки присвячені як Савінкову, а й О. О. Дикгофу. Він, як і Любов Юхимівна, на процесі не був присутній, про все, що відбувається на суді, вона могла дізнатися тільки від самого Савінкова. Після оголошення вироку Любов Дикгоф остаточно переселилася в камеру № 60 до Бориса Савінкова, де ним і редагувався цей щоденник. У ході редакційної роботи прізвища чекістів були змінені, щоб не розголошувати їх у разі публікації щоденника на Заході. Місцем публікації була обрана газета французьких комуністів «Юманіте», але, швидше за все, щоденник так і не залишив межі Луб'янки і не потрапив на Захід.

### Після визволення. Новий арешт та посилання

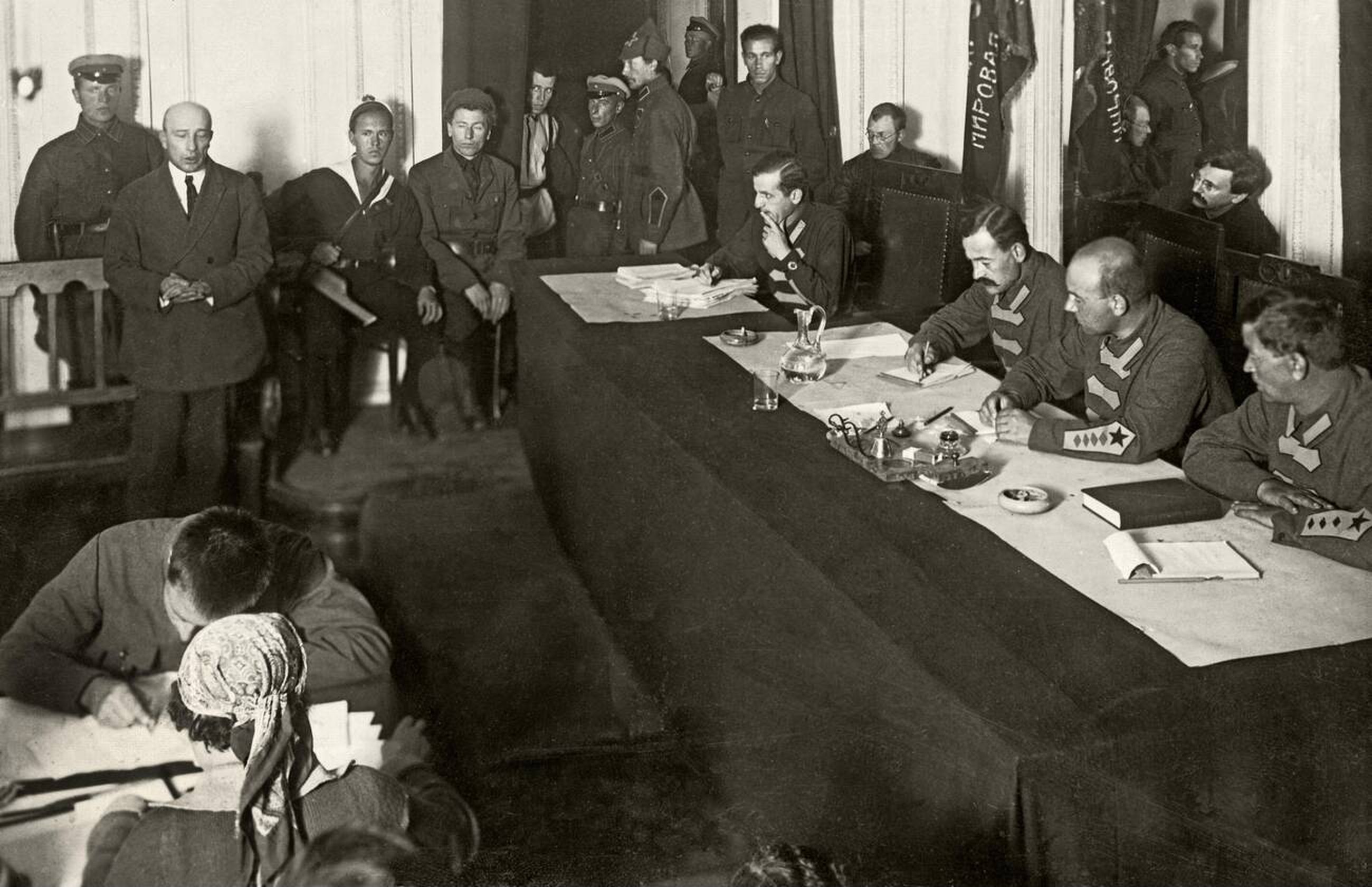
На процесі Б. А. Савінкова, 27—29 серпня 1924 р. Голова суду Василь Ульріх

Для Любові Юхимівни одразу ж після визволення з в'язниці чекістами була підшукана квартира на Арбаті. Л. Ю. Дікгоф була повністю амністована, працювала в «Жіночому журналі», з грудня 1931 року до квітня 1935 року у «Зовнішторгвидаві» при Наркоматі внутрішньої та зовнішньої торгівлі СРСР на посаді редактора французької літератури. Олександр Дикгоф був звільнений лише у листопаді 1925 року. За іншими даними, його було звільнено ще 1 квітня. Він також отримав радянське громадянство, працював у ВОКСі, писав лібрето для популярних оперет: « Фіалка Монмартру», «Сорочинський ярмарок» та інших. Колишнє подружжя після смерті Савінкова відновило колишні подружні стосунки, але при отриманні радянського паспорта в 1925 році Любов Юхимівна повернула дошлюбне прізвище. Відтепер і до кінця життя вона офіційно залишалася Еммою Юхимовою Сторе.
У роки великого терору їх знову заарештували. Це сталося 26 грудня 1936 року. Особливою нарадою при НКВС СРСР 20 травня 1937 року Емма була засуджена терміном на 5 років з перебуванням у виправно-трудових таборах. Вирок їй було оголошено 28 травня. Кваліфікація провини Емми Сторе у матеріалах її справи скупо оцінювалася однією фразою: «з політичних мотивів». Посилання на будь-який конкретний закон Радянської держави не було. Колишню парижанку Емму Сторе як «соціально-небезпечний елемент» було відправлено для відбування терміну в Північно-Східному ВТТ (бухта Нагаєва). Клопотання її матері Міни Іванівни про помилування дочки Лаврентій Берія залишив «без наслідків». Емма Юхимівна була звільнена з ув'язнення 12 травня 1943 року з наступним поселенням в Магадані.
Менше пощастило її чоловікові Олександру Дикгофу. 20 травня 1937 року йому також було оголошено вирок, внаслідок якого він був відправлений відбувати п'ятирічне покарання до виправно-трудового табору на Колиму, але 2 березня 1939 року військовою колегією Верховного суду СРСР Олександра Дікгофа було засуджено до розстрілу.
Відбувши п'ятирічне покарання (а по суті шість із половиною років з моменту арешту), Емма Юхимівна продовжила своє перебування в установах Дальстроя МВС СРСР. 8 січня 1944 року вона розпочала роботу в поліклініці № 1 Санітарного управління як медична сестра. За півтора роки вона стала старшим медстатистом цієї поліклініки. Ще через півроку, у січні 1947 року, вона звільнилася з Дальстроя «у зв'язку з виїздом на материк». Але насправді влітку 1947 року вона почала роботу в ЦНДІ—I того самого Дальстроя як в. о. завідувача технічної бібліотеки. Принагідно вона працювала там же перекладачем та бібліографом. В 1949 році вона піднялася ще на сходинку вище і стала завідувачкою бібліотекою. У бібліотеках Магадана вона працювала до 1954 року, коли вийшла на пенсію.
Якось під час магаданського заслання Емма Юхимівна зазнала нападу місцевих хуліганів, які скинули її в глибокий котлован, внаслідок чого було пошкоджено ногу. Вибратися з котловану їй допомогли лише вранці, але хвора нога не давала їй вільно пересуватися до кінця життя.
З настанням «хрущовської відлиги» в Радянському Союзі справи більшості незаконно репресованих почали переглядати. Люди, що перебували в ув'язненні у виправних таборах стали відпускати додому. Емми Юхимівни це не торкнулося. У 1958 році вона зробила самостійну спробу досягти реабілітації, але безуспішно. Їй вдалося покинути Магадан лише 1960 року у 63-річному віці без політичної реабілітації.

### Останні роки. Смерть. Реабілітація
Виїхавши з Магадана, Емма Сторе вирушила до міста Кімри, Калінінської області, де прожила понад рік. Влітку 1961 року вона прибула до Жданова (нині Маріуполь) на запрошення подружжя Таубе Брот та Я. Л. Окуня, з якими познайомилася ще у магаданському засланні. Яків Окунь був випускником Сорбони, і на цьому ґрунті сталося зближення двох колишніх парижан у далекому Магадані. Інших близьких та знайомих людей у неї на той момент не було. Дітей у неї також ніколи не було. Вона жила в Жданові в повній безвісності в крайній тісноті і з мізерною коштами.
Зрідка її відвідував маріупольський співробітник спецслужб П. І. Федоров, який за вказівкою КДБ познайомив наприкінці 1964 року стару жінку з письменником Василем Ардаматським, який збирав матеріал для своєї майбутньої документальної розповіді «Відплата», опублікованої згодом у журналі " Нева ". Ардаматський зміг розшукати Емму Сторе завдяки своїм зв'язкам на Луб'янці. Господиня нізащо не хотіла приймати до себе непроханого гостя: «Мені так вже набридли ці кореспонденти, письменники. Бачити їх більше не хочу». <…> «А, всі вони одним світом мазані. Вони так несправедливо пишуть про Борю, не розуміють, що він мій чоловік, що мені боляче всю цю брехню читати» .
Утім, кілька зустрічей Ардаматського та Сторе відбулося. Незважаючи на відсутність повного порозуміння між письменником та Еммою Юхимівною робота над романом все ж таки почалася, йому вдалося також записати на магнітофонну плівку бесіди з Еммою Сторе. Коли в «Літературній газеті» було опубліковано матеріал про роман Ардаматського «Відплата», Емма Сторе була обурена зображенням Савінкова як контрреволюціонера, про що написала гнівний лист. Причина її обурення полягала в тому, що, на її думку, Савінков був справжнім революціонером та справжнім героєм. До її голосу ніхто не дослухався. У 1968 році за романом Ардаматського «Відплата» було знято художній фільм «Крах» режисера Володимира Чеботарьова, в якому Емма Сторе могла побачити саму себе у виконанні актриси Алефтини Євдокимової. Подружжя Ардаматських, вважаючи себе зобов'язаними перед Еммою Юхимівною, надсилали їй з Москви французькі духи і рідкісні на ті часи необхідні їй ліки.
На початку 1969 року стан її здоров'я настільки погіршився, що вона змушена була звернутися до місцевої адміністрації про поміщення її до будинку інвалідів. Поліартрит рук та ніг позбавив її можливості пересуватися. Поки питання розглядалося у Донецькому облсобесі, вона померла 8 травня 1969 року у своїй кімнаті, яку винаймала. Похована на старому Новоселівському цвинтарі Жданова. Всі її особисті речі та рукописи були знищені за наполяганням самої Емми Юхимівни незадовго перед її смертю. Те, що залишилося не знищеним, було повністю знищено за розпорядженням співробітників КДБ. Таким чином, місцезнаходження її спогадів, над якими вона, за свідченням сучасників, працювала в останні роки, невідомо.
У роки «перебудови» матеріали її процесу не переглядалися. У 1990-х роках Еммі Сторе присвятив кілька статей маріупольський краєзнавець Лев Яруцький. Формально питанням про її реабілітацію ніхто не займався аж до 1997 року, коли ініціативу щодо її реабілітації взяв маріупольський журналіст Андрій Василенко разом із головою комісії маріупольської міськради з відновлення прав реабілітованих громадян Г. М. Захарової. Бажаної реабілітації Емми Сторе їм вдалося досягти 29 грудня 1997 року. Разом з Еммою Юхимівною був реабілітований її колишній чоловік Олександр Дикгоф.

## Загадка Емми Сторе. Риси характеру
У романі Василя Ардаматського є сцена, де Фелікс Дзержинський запитує чекістів, хто із савінківського оточення є найнебезпечнішим та найвпливовішим діячем. У відповідь на це він отримує напівжартівливий відповідь: «Якщо виміряти це за ступенем впливу на Савінкова, як би такою особистістю не виявилася дружина Деренталя». Роман Василя Ардаматського мав документальне підґрунтя і ґрунтувався на справжніх фактах біографії Савінкова та подружжя Дикгофів, переосмислених у руслі радянської історичної традиції.
Роль Емми Сторе в житті Савінкова оцінюється біографами неоднозначно через те, що деякі факти її біографії досі залишаються нез'ясованими, а її тюремний щоденник, який вона вела на Луб'янці в 1924 році, навіть у 2001 році був опублікований з купюрами. Так, за інформацією Андрія Василенка, Емма Сторе народилася 1896 року, оскільки про це вона повідомила на допиті слідчому в Магадані 1959 року. При оформленні її радянського паспорта в 1925 році сталася помилка, і рік народження був вказаний невірно — 1899, з такими паспортними даними вона і прожила все життя. Чи було зроблено свідомо зменшення Еммою власного віку, залишається невідомим. Те саме стосується часу одруження з Олександром Дмкгофом. Андрій Василенко передбачає, що шлюб стався 1917 року. Генріх Іоффе пише, що весілля відбулося в 1912 році. Лев Яруцький із посиланням на Віталія Шенталінського вказує роком одруження 1914 рік.
Так само залишається незрозумілою роль Емми Сторе у справі затримання Савінкова радянськими спецслужбами у 1924 році. За деякими даними, Любов Дикгоф могла бути завербованою ДПУ і стати таким чином винуватцем провалу місії Бориса Савінкова в СРСР у ході операції " Синдикат-2 ". За цією інформацією, Генріх Ягода стверджував, що Савінкова вдалося заманити в СРСР «завдяки одній дуже гарній жінці, яка працює на ДПУ». Вкрай передбачливий і недовірливий Савінков, який мав двадцятирічну практику конспірації, без впливу Любові Дикгоф не погодився б на такий необдуманий вчинок.
Слова Ягоди були сказані у розмові з американським журналістом Вільямом Ресвіком (William Reswick). Лев Яруцький вважає таку думку помічника Дзержинського провокацією. За словами Ягоди: «ця співробітниця мала нещастя закохатися в нього <Бориса Савінкова> і зажадала „гонорар“: дозвіл провести кілька ночей у камері № 60». Зрештою, співробітникам ОДПУ довелося поступитися. "От до якого гуманізму дійшов радянський режим, який віддає перевагу в'язницям без ґрат! "
Лев Яруцький зазначає, що Любов Дикгоф та Бориса Савінкова об'єднували глибокі та сильні почуття, Емма Сторе щиро та віддано любила, а Борис Вікторович відповідав взаємністю. Щоденникові записи цього періоду сповнені згадок Любові Юхимівни: «Розставив шахи і став грати партію Капабланка — Альохін. І, як жива, стала Л. Ю.» «Боюсь за Л. Ю.» «У мене на столі пухнаста верба: дякую Л. Ю.» «Л. Ю. не прийшла…» «Конвалії, які принесла Л. Ю. вже відцвіли». «Себе мені не шкода, але її шкода. Її молодість зі мною проходить у цькуванні, злиднях, потім у в'язниці, потім у тому, що є зараз…» «Коли вона писала і робила чорнильні плями на скатертині, я сердився. А тепер я із задоволенням дивлюсь на них. Як би частка її…» «Зрештою, все-таки найцінніше в житті — любов».
З цієї причини Любов Юхимівна не могла грати роль подвійного агента та зрадника Савінкова. Провокація Ягоди мала на меті очорнити найближче оточення Савінкова, пересварити його прихильників між собою, скомпрометувати подружжя О. О. та Л. Ю. Дикгофів та відсік їх надалі від білої еміграції. Скандал із уявною співпрацею з ДПУ завдав Любові Юхимівні багато страждань.

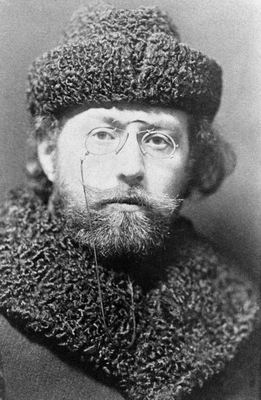
Михайло Петрович Арцибашев

Чутки про передчасне визволення Любові Дикгоф та її співробітництво з ОГПУ досягли еміграції та викликали негативну реакцію у емігрантському середовищі. Так газета «За свободу», редактором якої був друг Савінкова Д. В. Філософів, помістила чергову замітку письменника М. П. Арцибашева «Спогад» з циклу «Записки письменника». 31 березня Савінков написав одразу два відкриті листи. Відповідь Михайлу Арцибашеву формою нагадувала виклик на дуель:

Пане Арцибашеве, Ви надрукували у «За Свободу» статтю «Записки письменника. XLVIII». Ви пишете про людей, яких бачили, за власним зізнанням, один раз у житті, і нагороджуєте їх різними якостями на свій розсуд. Навряд чи це гідно Вас. Але Ви не обмежуєтеся цим: Ви звинувачуєте Л. Б. Деренталь та О. О. Деренталя в тому, що вони зрадили мене. Щоб звинувачувати когось, та ще й друковано, в зраді, треба мати незаперечні докази. У Вас їх немає, і Ви знаєте, що бути не може, бо Ви свідомо брешете. Брехунів б'ю по обличчю. Буду живий, вдарю.— Лев Яруцкий, «Вдова Бориса Савинкова жила и умерла в Мариуполе».
Михайло Арцибашев бачив до цього Любов Дікгоф один раз на прощальній вечері у Варшаві, влаштованому Савінковим 12 серпня 1924 року. У статті, що викликала обурення Савінкова, він дійсно описував її дещо неприязно: «Висока, чорна і худа, хоч небагато, але з паризьким шиком одягнена мадам Деренталь сиділа мовчки, поставивши на стіл гострі лікті тонких рук, обвішаних занадто великими і надто численними брасами. Вона, здавалося, уважно й обережно стежила своїми похмурими чорними єврейськими очима за всіма нами, переважно — за самим Савінковим. Можна було подумати, що вона боїться якоїсь необережності з його боку…» Коли Михайло Арцибашев запитав на прощання Любов Юхимівну, чи не страшно їй, жінці, їхати в Росію, вона неспокійно відповіла: «Я звикла до всього».
Другий відкритий лист призначався Дмитру Філософову. Савінкова та Філософова пов'язувала давня дружба та багаторічна спільна робота у створеному ними Народному союзі захисту Батьківщини та Свободи. Тим болючішим був його відкритий виклик колишньому другові:

Дмитро Філософов

Крім Савінкова свій «Відкритий лист Арцибашеву» написала і сама Любов Юхимівна. Це було зроблено за кілька днів до виходу з Луб'янської в'язниці 3-4 квітня 1925 року. Лист був опублікований в газеті «За свободу» разом із відповіддю Арцибашева Савінкову та Любові Дикгоф («Моя відповідь»). Михайло Арцибашев відповів на всі аргументи Любові Юхимівни і запропонував їй у відповідь надіслати до редакції газети «За свободу» матеріали зі спростуванням факту її зради, аби він «міг би дійти остаточного та твердого висновку». При цьому Арцибашев обіцяв публікацію таких матеріалів у газеті та публічне визнання у своїй помилці, якщо такі факти виявляться незаперечними. Смерть Савінкова обірвала подальше публічне з'ясування стосунків.
Версію зради Дикгофів розділяли також деякі польські друзі Бориса Савінкова, наприклад: К. М. Вендзягольський. Як інший аргумент проти версії співпраці з ОГПУ Яруцький називає те, що Любов Юхимівна наполягала на законних відносинах із Савінковим, становище звичайної коханки її не влаштовувало. Якщо Василенко з посиланням на роботу «Борис Савінков на Луб'янці» за редакцією професора Алтера Литвина пише, що Емма стала коханкою Савінкова у 1919 році, то Яруцький приходить до висновку, що їхній медовий місяць розпочався лише на Луб'янці: «Це мало відбутися в Парижі, де Л. Ю. наполягала на офіційній реєстрації шлюбу, але це вібулося в камері № 60 внутрішньої в'язниці на Великій Луб'янці. Тут Любов Юхимівна про формальності вже не заїкалася. Можливо, вона втішилася тим, що їхній шлюб благословляє дух патріарха всієї Русі Тихона, який до них був ув'язнений більшовиками в цій же нестандартній камері № 60».
Ще раніше у роботі «Б. Савінков та В. Ропшин» (1990) до такого висновку дійшов літературознавець Дмитро Жуков. Віталій Шенталінський однією з можливих причин самогубства Савінкова називає розчарування у своїх друзях, які стали ворогами, політичних союзників і навіть у коханій жінці, оскільки в майбутньому вона, на його думку, може віддати перевагу вільному життю.
Зінаїда Гіппіус виділяла в Любові Юхимівні суто жіночі якості: рожевий пеньюар і безліч квітів у домі, запах парфумів… «Типова парижанка, віддана мені до могили», — так озвався про свою секретарку в розмові з Зінаїдою Гіппіус сам Савінков .
Люди, які знали Емму Сторе в похилому віці відзначають, що вона була цікавим співрозмовником, яка жила переважно духовними інтересами, хоча і досить непростою людиною. Вона уникала розмов про себе, про своє здоров'я, але при цьому уважно ставилася до оточуючих. До останніх днів вона зберегла інтерес до своєї батьківщини, читала, через брак інших у Радянському Союзі, французькі комуністичні видання «Юманіте» та «Юманіте диманш», за ними стежила за новинками французької моди. Незважаючи на старечу повноту, вона зберегла колишню чарівність. Вона з гідністю трималася при співробітниках КДБ, а з людьми, які представлялися комуністами, але приходили до неї лише з метою посперечатися, вона поводилася твердо: «Ось такі, як ви, і занапастили мого Борю».

## Кіновтілення
- У фільмі «Крах» 1967 року режисера Володимира Чеботарьова за романом Василя Ардаматського «Відплата» роль Любові Дикгоф зіграла актриса Алефтина Євдокимова
- У шестисерійному фільмі «Синдикат-2» 1981 року режисера Марка Орлова роль Любові Дикгоф виконала акторка Наталія Фатєєва.